# 帕納約蒂斯·弗拉霍迪莫斯
帕納約蒂斯·弗拉霍迪莫斯是一位希臘足球選手。在場上司職邊鋒。現效力于德丙球隊特雷斯登。他也代表希臘各級青年國家隊參賽。